# Bulvar Dmitrija Donskogo (stanice metra v Moskvě)

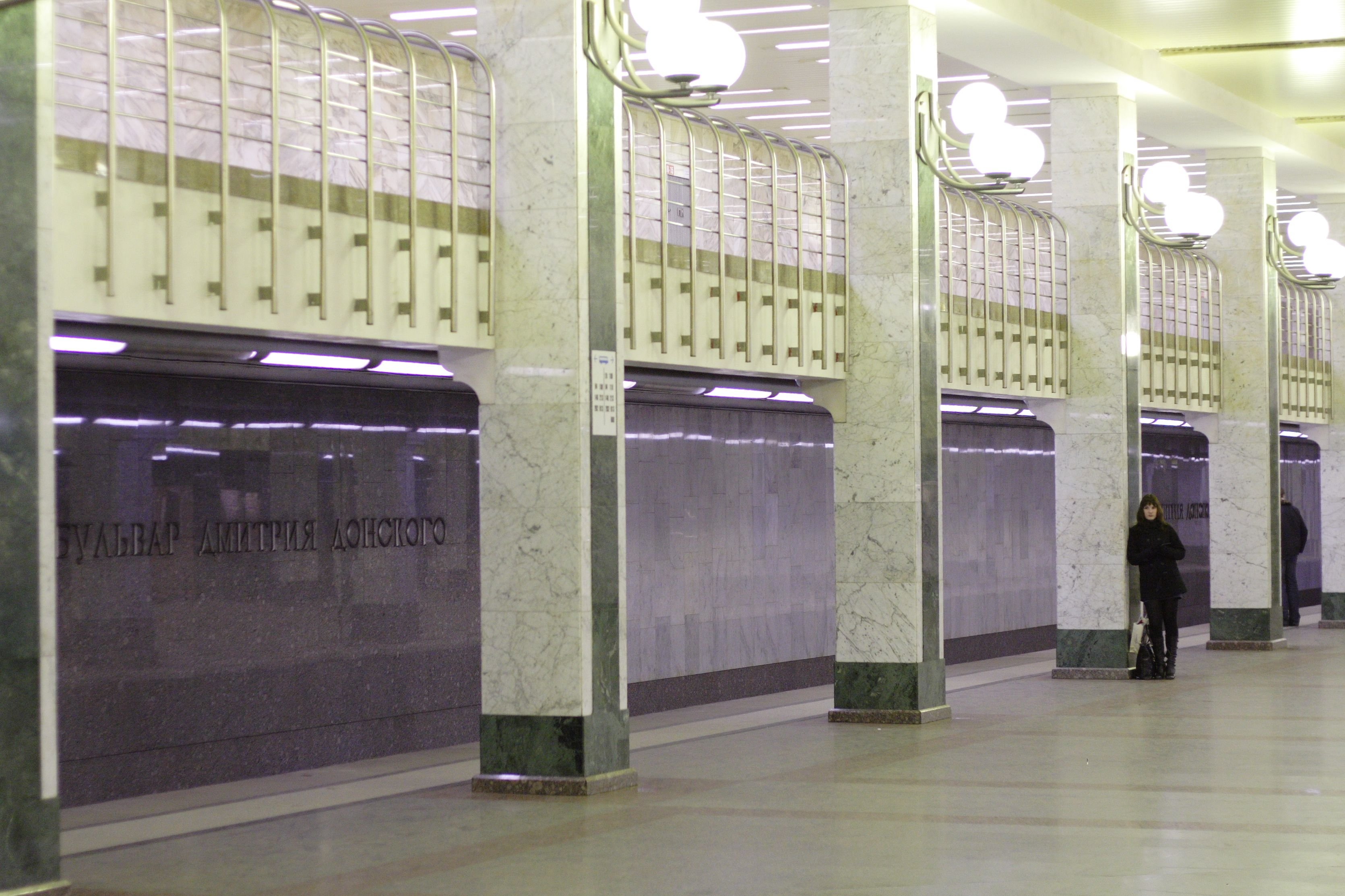
Nástupiště stanice

Bulvar Dmitrija Donskogo (rusky Бульвар Дмитрия Донского) je stanice moskevského metra. Pojmenována je podle nedaleké ulice (bulváru), její projektový název zní Kačalovo.

## Charakter stanice
Stanice je jižní konečnou a zároveň nejnovější stanicí Serpuchovsko-Timirjazevské linky, otevřena byla jako součást úseku Annino - Bulvar Dmitrija Donskogo dne 26. prosince 2002. Je přestupní a první stanicí v celé síti metra, která se nachází za MKADem (moskevským městským dálničním okruhem). Konstruována byla jako podzemní (nástupiště je ostrovní a umístěné v hloubce 10 m; spojené s povrchovým vestibulem po pevném schodišti). Kolem nástupiště se rovněž nachází ochoz, což je v síti moskevského metra neobvyklé. Její komplex navazuje na další ze stanic, a to severní konečnou Ulica Starokačalovskaja butovské linky lehkého metra.